# Petkotniško število
Pétkótniško števílo ali peterokótniško števílo je v matematiki figurativno (oziroma mnogokotniško) število, ki predstavlja pravilni petkotnik. Petkotniška števila za dan n lahko zapišemo v obliki n(3n - 1)/2, kjer je n > 0. Prva peterokotniška števila so (OEIS A000326):
1, 5, 12, 22, 35, 51, 70, 92, 117, 145, 176, 210, 247, 287, 330, 376, 425, 477, 532, 590, 651, 715, 782, 852, 925, 1001, ...
Vsako petkotniško število za n je tretjina trikotniškega števila za n.
Petkotniška števila so pomembna v Eulerjevi teoriji delitev, kakor je nakazano v njegovem petkotniškem številskem izreku.
»Posplošena« petkotniška števila dobimo iz zgornje enačbe, kjer n zavzame vrednosti iz zaporedja 0, 1, -1, 2, -2, 3, -3, 4..., in dobimo zaporedje: 
0, 1, 2, 5, 7, 12, 15, 22, 26, 35, 40, 51, 57, 70, 77, 92, 100, 117, 126, 145, 155, 176, 187, 210, 222, 247, 260, 287, 301, 330, 345, 376, 392, 425, 442, 477, 495, 532, 551, 590, 610, 651, 672, 715, 737, 782, 805, 852, 876, 925, 950, 1001, 1027
Petkotniških števil ne smemo zamenjevati z središčnimi petkotniškimi števili.